# Alfons Janssens (politicus)

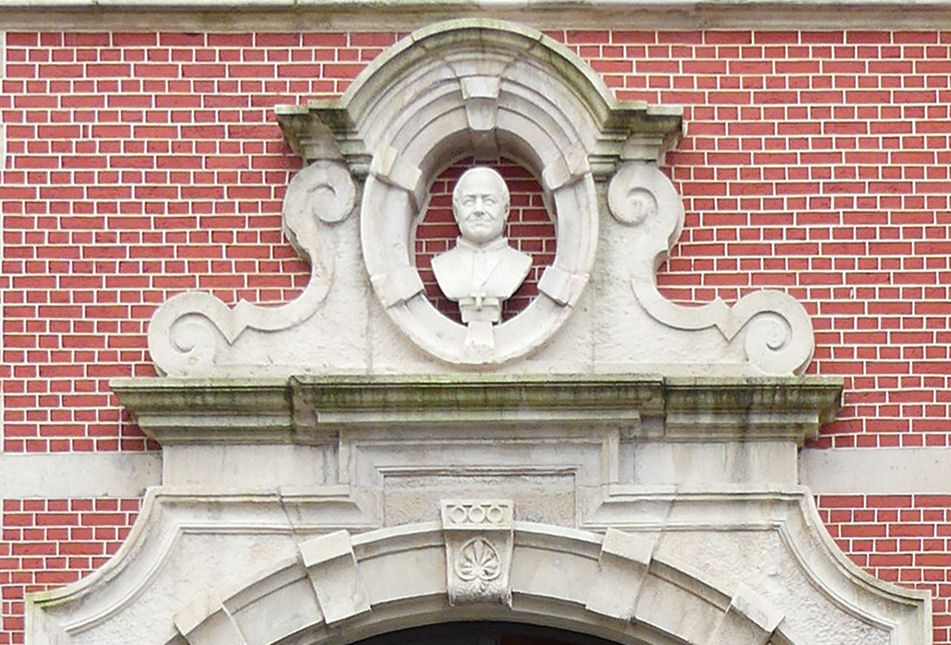
Boven de inkom van zijn huis liet hij een buste van de paus aanbrengen, hij kreeg daarop de spotnaam "Paus Janssens".

Alfons Joseph Marie Janssens (Sint-Niklaas, 16 oktober 1841 - Luzern, 1 september 1906) was een Belgisch ondernemer en politicus voor de Katholieke Partij.

## Levensloop
Alfons was een zoon de Wase textielindustriëlen Louis Janssens en Marie-Thérèse De Decker. Verder was hij een neef van de katholieke politicus Pierre de Decker en een oom van Jean Baptiste Nobels. Ook was hij een broer van volksvertegenwoordiger Theodoor Janssens en van senator Louis Janssens-Smits. De drie broers waren uitgesproken Vlaamsgezind, zodat de stad Sint-Niklaas in die tijd bekendstond als de meest Vlaamsgezinde van het land. Hun afstammelingen kregen bij Koninklijk Besluit van 20 december 1912 het recht om de naam Janssens de Varebeke te dragen.
Hij had als jongeman gediend bij de Zoeaven van paus Pius IX. Janssens was van beroep textielfabrikant. In Sint-Niklaas was hij vanaf 1885 voorzitter van het Davidsfonds en behoorde ook tot het hoofdbestuur van deze vereniging. 
Hij werkte van 1886 tot 1899 mee aan het literair-cultureel maandblad Het Belfort en was van 1899 tot 1904 voorzitter van de redactieraad van het volkskundig tijdschrift Vlaamsche Zanten.
Van 1885 tot 1904 was Janssens gemeenteraadslid van Sint-Niklaas en van 1892 tot 1900 was hij voor de Katholieke Partij lid van de Kamer van volksvertegenwoordigers in het arrondissement Sint-Niklaas. Janssens behoorde tot de democratische en Vlaamsgezinde strekking van zijn partij. Hij was een van de leidende figuren van de beginnende christendemocratie en van de Belgische Volksbond in het Waasland. Hij ijverde voor het algemeen stemrecht en voor zelfstandige arbeiderssyndicaten.

## Janssens en Guido Gezelle
Janssens werd als letterkundige lid van de Koninklijke Vlaamse Academie voor Taal- en Letterkunde. Hij was hiervoor voorgesteld door zijn vriend, de dichter Guido Gezelle, die hij financieel steunde met een vaste jaartoelage op voorwaarde ... van jaarlijks een klein verblijf bij mij te houden.... Gezelle verbleef inderdaad bij herhaling ten huize Janssens, hetzij in Sint-Niklaas, hetzij in zijn buitenverblijf in Middelkerke. 
Op zijn bescheiden manier maakte Janssens verzen en onderwierp ze aan het kritische nazicht van Gezelle. De Meester schreef zelf drie gedichten die hij opdroeg aan Janssens. In 1888 was dit het gedicht Geheugen, over de gastvrijheid die hij bij het gezin Janssens had genoten, nadat hij zwaar ziek was geweest. In november 1889 schreef hij het gedicht Alfons Janssens, brave man, waarin hij zich verontschuldigde wegens zijn vele pastorale verplichtingen niet naar Sint-Niklaas te kunnen komen. In 1892 schreef Gezelle een gedicht over de haan Canteclaer en stuurde het naar Janssens. Nog andere gedichten waren geïnspireerd op zijn verblijven in Sint-Niklaas. 
Beide vrienden correspondeerden veel. Er zijn meer dan 70 brieven bewaard van Janssens naar Gezelle en een tiental van Gezelle naar Janssens. 
In 1890 werd Janssens door Gezelle aangewezen als een van de drie personen (naast Gezelle zelf en Hendrik Persyn) naar wie kopij voor het nieuwe tijdschrift Biekorf kon gestuurd worden.